# Kotplanet.be
Kotplanet.be est une plate-forme belge de communication, d’annonces et d’informations, destinée aux étudiants et jeunes de 18-35 ans. Ce site fournit gratuitement des conseils pratiques et des informations aux étudiants et à leurs parents quant aux questions de formation, orientation, études, écoles, universités mais aussi d’autres informations qui concernent tous les domaines des jeunes aux études en Belgique ou en règle générale tout ce qui touche à la vie estudiantine au quotidien : jobs, stages, loisirs, examens, sorties, colocations, voyages, etc.

## Historique
Kotplanet.be est né de l’idée et de l’envie de son fondateur, Pierre Latteur, de proposer un site web qui rassemble le plus de problématiques liées aux activités estudiantines en Belgique. C’est en 2009 que la société à responsabilité limitée Piconano est créée. Le site de Kotplanet.be est mis en ligne en septembre 2009, pour la rentrée académique belge, après deux années de développement. Pierre Latteur s’associe d’abord, fin 2009, avec Béatrice Van Caillie qui s’occupe de la Web Rédaction, ensuite, fin 2010, avec Marina Evaristo qui s’occupe du Web Marketing du site de Kotplanet. À l'origine, c'est à la suite d'un voyage au Sri Lanka où il a adopté Shima, sa petite fille, que Pierre Latteur a désiré fonder un site qui pouvait faire bénéficier une association pour les enfants d'au moins un tiers des bénéfices. Lui-même étant notamment professeur à l'université, s'est rendu compte que les étudiants étaient demandeurs d'un grand nombre d'informations qu'ils n'arrivaient pas à trouver. Pierre a réalisé ainsi qu'en rassemblant toutes les informations sur un même site, il pouvait mettre ce site gratuit à la disposition des étudiants en Belgique.

## Internet
Kotplanet est un portail de petites annonces et d’informations spécialisées pour les étudiants de 18-35 ans en Belgique. Le portail fournit des informations générales sur les études, les formations, les écoles, les universités, l’orientation, les examens ainsi que des informations d’actualité concernant les stages, le premier emploi, la colocation, le covoiturage, les loisirs ou tout ce qui touche à la vie quotidienne d’un étudiant en Belgique. 

### Nature
En ce qui concerne les annonces, elles sont distribuées sous différentes catégories et proviennent de flux d'annonceurs ou de dépôts par les étudiants eux-mêmes :
- Kots-colocations où l’étudiant peut trouver de quoi se loger à proximité de son école ou de son université ;
- Loisirs-activités-sorties-sports pour découvrir en Belgique des propositions quant au temps libre pour les étudiants ;
- Voyages-sports d’hiver où l’étudiant peut trouver des annonces de voyages d’été ou pour les sports d’hiver ;
- Stages-job-premier emploi pour trouver des annonces de stages ou de jobs destinés aux étudiants ou aux jeunes diplômés ;
- Bazar pour trouver entre autres des livres ou effectuer des échanges de petit matériel pour étudiant ;
- Covoiturage où l’étudiant peut trouver des annonces pour se déplacer en Belgique ou en Europe gratuitement ou à frais partagés ;
- Tuyaux pour la mise à disposition de tuyaux, c’est-à-dire de synthèses, de questions d’examens, de résumés, triés par écoles ou par universités et par année d’étude.

### Kotplanet, portail d’information
De la même manière, Kotplanet recherche et fournit également aux étudiants en Belgique du contenu informatif destiné à faciliter leur intégration dans la vie estudiantine. Ce contenu est destiné à renseigner les étudiants afin qu'ils puissent se concentrer sur leur contrat principal : réussir leurs études.
La catégorie Infos kots-colocation reprend les différents aspects de la recherche d’un logement (législation en cours, exemple de bail, assurance, type de kots).
La catégorie Infos loisirs-activités présente les différentes associations étudiantes et kots à projet.
La catégorie Infos voyages-sports décrit plusieurs façons dont un jeune peut voyager (les séjours linguistiques, le Working Holiday Visa (WHV) et l’humanitaire).
La catégorie Infos jobs-stages explique comment faire son curriculum vitæ (CV), se préparer à un entretien d’embauche, se trouver un job ou un stage ou encore un premier emploi.
La catégorie Infos petites annonces explique les concepts du recyclage des déchets, du troc, des vide-greniers.
La catégorie Infos-covoiturage donne un aperçu du concept du covoiturage et du carsharing ainsi que des conseils pour les jeunes débutants.
La catégorie Infos tuyaux explique comment rédiger et comment retenir une synthèse et fournit également une liste de sites de références de tuyaux (résumés, synthèses, notes de cours, exercices…).
La catégorie Infos études-Belgique reprend les informations concernant les études et la formation des futurs étudiants en Belgique : informations pour ceux qui viennent de l’étranger, masters en Belgique, échanges Erasmus, décret de Bologne et équivalence des études en Europe.